# Maximum Megadeth
Maximum Megadeth es un EP lanzado en 1991 por la banda estadounidense de thrash metal Megadeth. 
Solo apareció en Estados Unidos, Argentina y el Reino Unido.

## Pistas
1. "Peace Sells"
2. "Hangar 18"
3. "In My Darkest Hour"
4. "Holy Wars... the Punishment Due"
5. "Anarchy in the UK"
6. "Wake Up Dead"
7. "Hook in Mouth"
8. "Lucretia"

## Créditos
- Dave Mustaine – guitarra, voz
- Marty Friedman – guitarra
- David Ellefson – bajo, coros
- Nick Menza – batería

- Datos: Q147019